# Sława Śląska
Sława Śląska – stacja kolejowa na linii nr 305 w Sławie, w województwie lubuskim, w Polsce.